# Matilda Browne
Pour les articles homonymes, voir Browne.
Matilda Browne, née le 8 mai 1869 à Newark dans l'État du New Jersey et décédée le 3 novembre 1947 à Greenwich dans l'État du Connecticut aux États-Unis, est une peintre impressionniste américaine. Membre de la colonie artistique d'Old Lyme et de la colonie artistique de Cos Cob (en), elle est connue pour ses peintures de paysage de la région de la Nouvelle-Angleterre et plus particulièrement de la région du Connecticut, pour ses peintures animalières et pour ses natures mortes.

## Biographie
Matilda Browne naît à Newark dans l'État du New Jersey en 1869. Enfant, elle a pour voisin le peintre Thomas Moran, qui l'autorise à observer puis pratiquer la peinture à ses côtés dès l'âge de neuf ans, ce qui lui permet de voir l'une de ses natures mortes être exposée à l'académie américaine des beaux-arts alors qu'elle n'a que douze ans.
Intéressée par la peinture animalière et les fleurs, elle étudie auprès de plusieurs peintres de la fin des années 1880 jusqu'à la fin des années 1890. Elle a ainsi pour professeurs les sœurs Eleanor (en) et Kate Greatorex, les peintres animaliers Julien Dupré, Henry Singlewood Bisbing et Carleton Wiggins, le peintre paysagiste Charles Melville Dewey et le peintre de genre et de portraits Frederick Warren Freer. Durant cette période, elle voyage en Europe, visitant la France et les Pays-Bas.
Elle obtient le prix Dodge de l'académie américaine des beaux-arts et participe en 1893 à l'exposition universelle de Chicago. Durant cette période, elle peint des paysages de la région de la Nouvelle-Angleterre et plus particulièrement de la région du Connecticut. En 1901, avec le tableau Repose, elle est classée troisième du prix Hallgarten (en) qui récompense la meilleure œuvre d'un ou d'une peintre de moins de trente-cinq ans ayant exposé à l'académie au cours de l'année écoulée.
Grâce à Wiggins, elle découvre la colonie artistique d'Old Lyme, où elle séjourne pour la première fois en 1905, étant par la suite l'une des rares peintres féminines à être considérées et respectées par leurs pairs pour leur talent. Elle fréquente également la colonie artistique de Cos Cob (en) à Greenwich et est membre de la Greenwich Art Society (en).
En 1918, elle épouse l'illustrateur Frederick Van Wyck. Le couple s'installe à New York. Après la mort de son mari en 1936, elle revient à Greenwich, où elle meurt en 1947.
Ses œuvres sont notamment visibles ou conservées au Bruce Museum of Arts and Science (en) de Greenwich et au Florence Griswold Museum d'Old Lyme.

## Œuvres

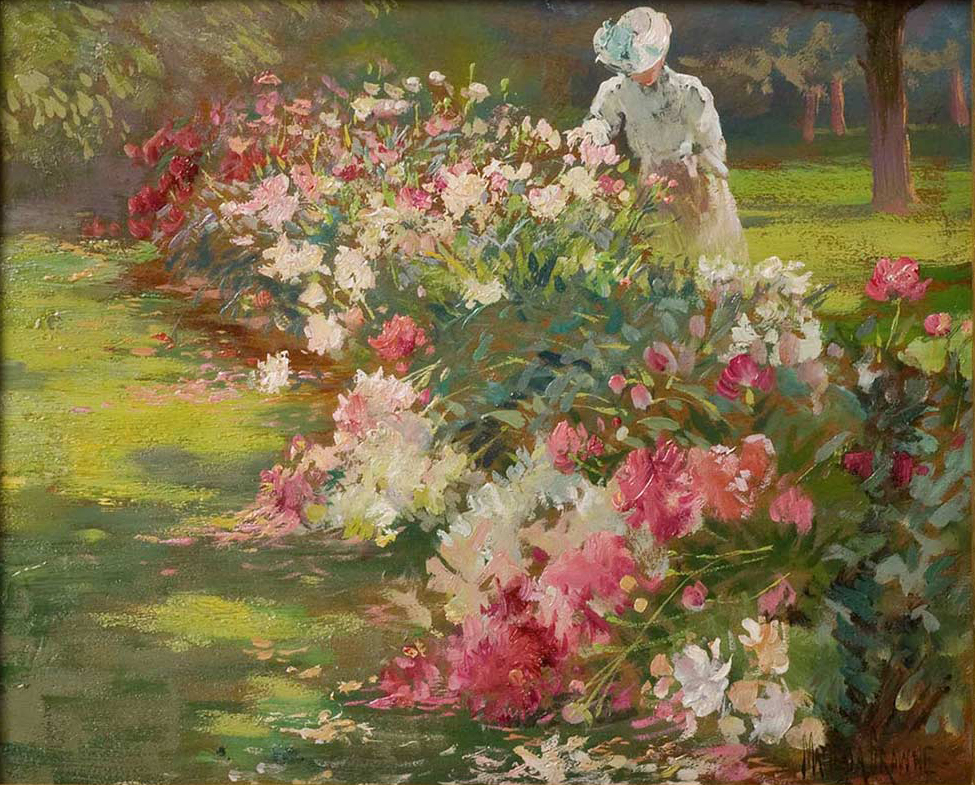
Peonies, 1907
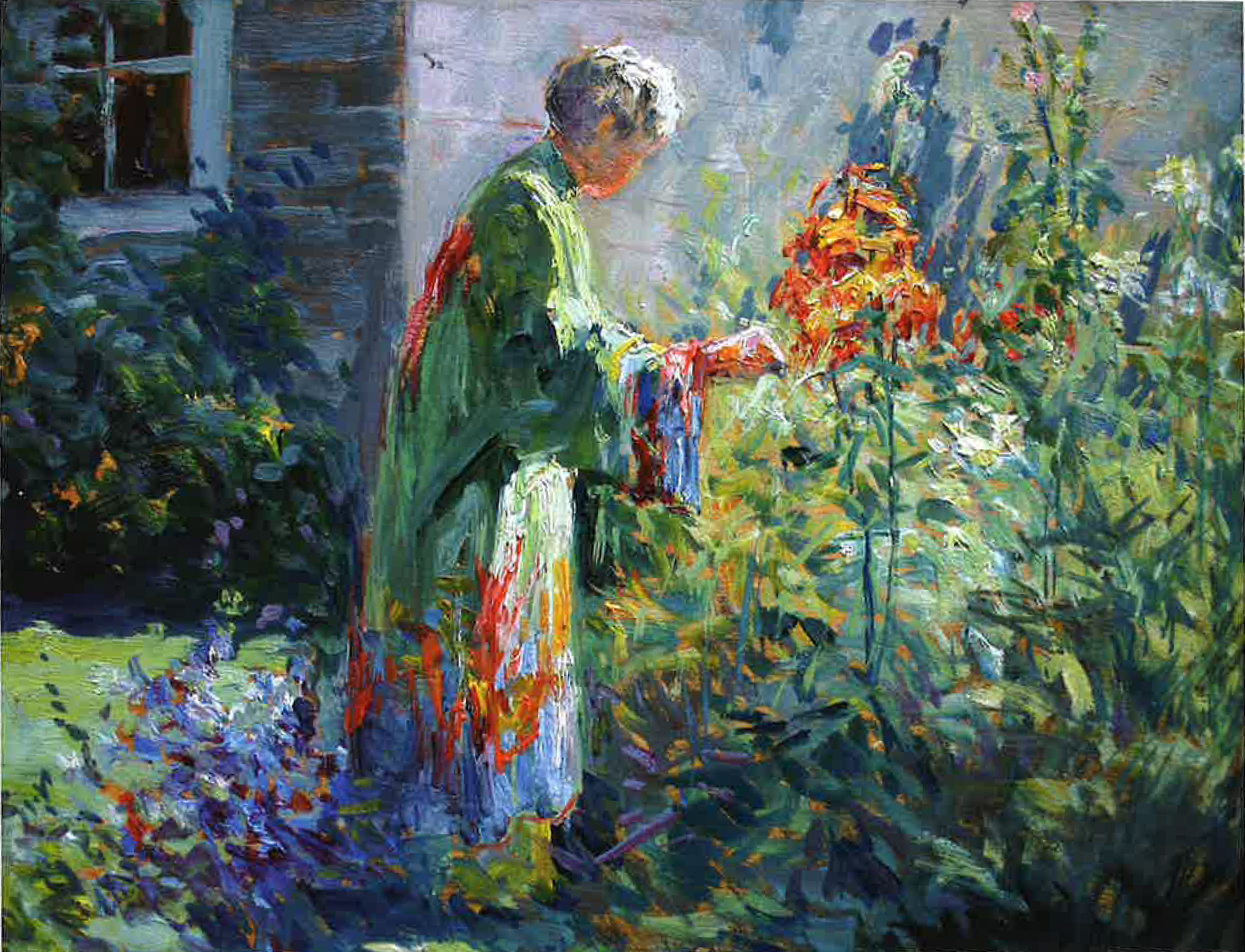
In the Garden, 1915
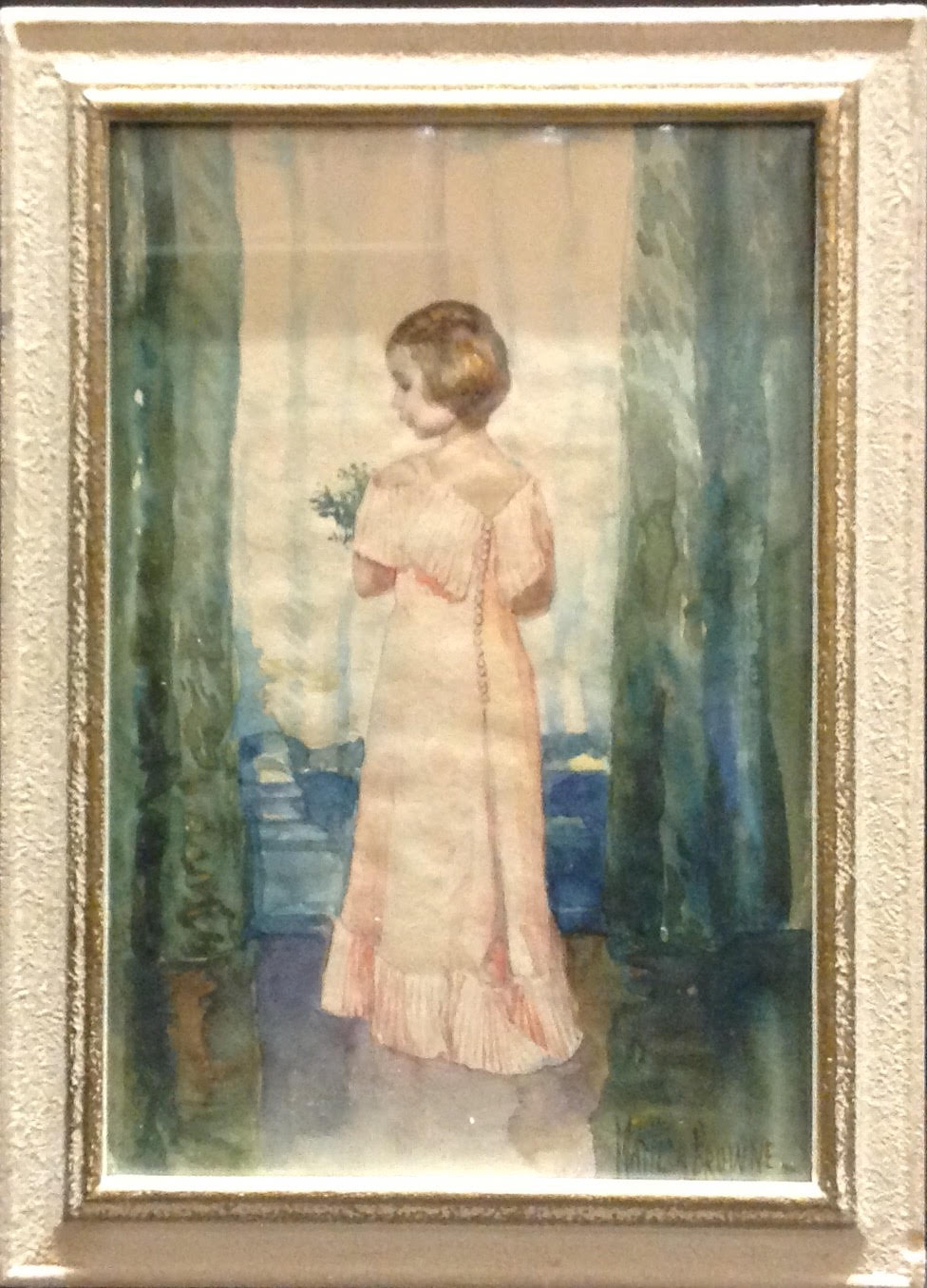
Child in Pink, 1920